# Crassula ruamahanga
Crassula ruamahanga ist eine Pflanzenart der Gattung Dickblatt (Crassula) in der Familie der Dickblattgewächse (Crassulaceae). 

## Beschreibung
Crassula ruamahanga ist eine zarte, krautige Pflanze, die dichte Matten bildet. Ihre Triebe sind fadenförmig. Die Internodien befinden bis zu 1 Zentimeter voneinander entfernt. Die dünnen, linealischen Laubblätter sind 1 bis 2 Millimeter (selten bis zu 2,5 Millimeter) lang. Sie sind zugespitzt oder tragen ein aufgesetztes Spitzchen.
Die vierzähligen Blüten sind sitzend oder fast sitzend und weisen einen Durchmesser von etwa 1,5 Millimeter auf. Der Kelch ist tief geteilt. Die linealisch-lanzettlichen Kronblätter sind zugespitzt. Ihre sehr schmalen  Kelchblätter sind zugespitzt bis etwas zugespitzt. Sie sind kürzer als die Kronblätter. Ihre Farbe ist nicht beschrieben. Die Nektarschüppchen sind winzig. Der Griffel ist zurückgebogen. Je Fruchtblatt werden zwei (selten eventuell vier) Samen ausgebildet.
Die Chromosomenzahl beträgt 2n = 42.

## Systematik und Verbreitung
Crassula ruamahanga ist in Neuseeland verbreitet.
Die Erstbeschreibung durch Anthony Peter Druce wurde 1987 veröffentlicht. Synonyme sind Tillaea acutifolia Kirk (1899) und Crassula acutifolia (Kirk) A.P.Druce & Given (1984, nom. illeg. ICBN-Artikel 53.1).

## Nachweise